# Палагано
Палага̀но (на италиански: Palagano, на местен диалект Palaghèn, Палаген) е село и община в Северна Италия, провинция Модена, регион Емилия-Романя. Разположено е на 703 m надморска височина. Населението на общината е 2311 души (към 2012 г.).